# جینو ویندمولر
جینو ویندمولر (انگلیسی: Gino Windmüller؛ زادهٔ ۲۰ ژوئن ۱۹۸۹) بازیکن فوتبال اهل آلمان است.
از باشگاه‌هایی که در آن بازی کرده‌است می‌توان به باشگاه فوتبال یان رگنسبورگ، باشگاه فوتبال روت‌وایس اسن، باشگاه فوتبال فورتونا دوسلدورف، و باشگاه فوتبال برگیش گلادباخ اشاره کرد.